# Zappania
Zappania  é um gênero botânico da família Lamiaceae.

## Espécies
Composto por 44 espécies:
- Zapania angustifolia
- Zapania arabica
- Zapania aristata
- Zapania bracteosa
- Zapania cajenensis
- Zapania canescens
- Zapania citriodora
- Zapania corymbosa
- Zapania cuneifolia
- Zapania curassavica
- Zapania dichotoma
- Zapania echinus
- Zapania geminata
- Zapania globiflora
- Zapania hispida
- Zapania indica
- Zapania jamaicensis
- Zapania javanica
- Zapania lanceolata
- Zapania lantanoides
- Zappania lantanoides
- Zapania lappulacea
- Zapania marginata
- Zapania mexicana
- Zapania mutabilis
- Zapania nodiflora
- Zappania nodiflora
- Zapania nudiflora
- Zapania odorata
- Zapania odoratissima
- Zapania orubica
- Zapania prismatica
- Zapania reclinata
- Zapania repens
- Zapania reptans
- Zapania scaberrima
- Zappania scaberrima
- Zapania spinosa
- Zapania squamosa
- Zapania staechadifolia
- Zapania strigosa
- Zapania suberosa
- Zapania urticifolia
- Zapania virgata